# Émile Saint-Ober
Émile Louis Saintober dit Émile Saint-Ober, né le 6 octobre 1882 à La Madeleine et mort le 26 septembre 1962 à Villeneuve-Saint-Georges, est un acteur français.

## Théâtre
- 1909 : Le Grand-Écart, pièce en 3 actes de W. Jacoby et Arthur Lippschitz, adaptation française d'André Mouëzy-Éon et Bauer, au théâtre Déjazet (1er mars)
- 1909 : Le Petit de la bonne, pièce en 3 actes de Georges Mitchell, au théâtre Déjazet (14 octobre) : Balle
- 1909 : Le Papa du régiment, pièce en 3 actes d'André Mouëzy-Éon et J. Durieux, au théâtre Déjazet (2 décembre) : Poileux
- 1911 : Les Camelots du 201e, pièce en 3 actes de Jacques Nayral et Henri Clerc, au théâtre Déjazet (8 février) : Sibourot
- 1911 : Monsieur Pickwick, comédie en 5 actes de Georges Duval et Robert Charvay d'après Charles Dickens, musique de Fernand Heintz, au théâtre de l'Athénée (21 septembre) : Sam Weller
- 1912 : Lune de miel, vaudeville en 3 actes de Simon-Max et Georges Mondoury, au théâtre des Folies-Dramatiques (9 janvier) : Roger Gransard
- 1913 : S.O.S., drame en 2 actes de Charles Level et Maurice Level, au théâtre du Grand-Guignol (11 mars) : Bumble
- 1913 : Le Joli garçon, pièce d'André Mycho, au théâtre du Grand-Guignol (11 mars) : Brissot
- 1913 : La Buvette, pièce de Pierre Montrel, au théâtre du Grand-Guignol (15 juin) : Robert
- 1913 : Le Cocktail, pièce de Jules Floret, au théâtre du Grand-Guignol (23 décembre) : le garçon
- 1914 : La Séductrice, pièce de Robert Dieudonné, au théâtre du Grand-Guignol (3 juin) : le patissier
- 1914 : Monsieur Lambert, marchand de tableaux, comédie en 2 actes de Max Maurey, au théâtre du Grand-Guignol (3 juin) : l'infirmier
- 1916 : Auguste !, comédie-bouffe en 1 acte, à L'Européen (septembre)
- 1916 : L'Attentat de la Maison rouge, comédie dramatique en 4 actes de Max Viterbo et Alfred Gragnon, au théâtre Albert 1er (novembre) : le policier
- 1920 : Le Chasseur de chez Maxim's, comédie en 3 actes d'Yves Mirande et Gustave Quinson, au théâtre du Palais-Royal (23 décembre) : le provincial
- 1921 : Dédé, opérette en 3 actes d'Henri Christiné et Albert Willemetz, mise en scène d'Edmond Roze, Théâtre des Bouffes-Parisiens (10 novembre) : le reporter
- 1923 : L'École des amants, comédie en 3 actes de Pierre Wolff, mise en scène d'Edmond Roze, au théâtre des Nouveautés (22 février)
- 1923 : Le Petit Choc, opérette en 3 actes et 6 tableaux de P.-L. Flers, musique de Joseph Szulc, au théâtre Daunou (21 mai)
- 1937 : Les Loups, pièce en 3 actes de Romain Rolland, au théâtre du Peuple (janvier)
- 1937 : La Mère, pièce en 8 tableaux d'après le roman de Maxime Gorki, adaptation française de Victor Margueritte, au théâtre du Peuple (mai) : le policier
- 1938 : Font-aux-Cabres, pièce en 3 actes de Jean Cassou et Jean Camp d'après Fuenteovejuna de Lope de Vega, musique d'Henri Collet, au théâtre Sarah Bernhardt (30 janvier)
- 1938 : Le Foyer, pièce en 4 actes d'Octave Mirbeau et Thadée Natanson, au théâtre Pigalle (juin) : Célestin Lerible

## Filmographie partielle
- 1911 : L'Homme au grand manteau de Georges Denola
- 1912-1913 : Série Bout-de-Zan de Louis Feuillade
- 1916 : Si vous ne m'aimez pas de Louis Feuillade
- 1921 : L'Assommoir de Maurice de Marsan et Charles Maudru : Bec salé
- 1921 : El Dorado de Marcel L'Herbier : l'aveugle
- 1921 : M. Lebidois propriétaire de Pierre Colombier
- 1921 : Le Coffret de jade de Léon Poirier
- 1922 : La Fille des chiffonniers de Henri Desfontaines : Mas
- 1922 : La Poupée du milliardaire d'Henri Fescourt
- 1922 : Rouletabille chez les bohémiens d'Henri Fescourt
- 1922 : Don Juan et Faust de Marcel L'Herbier : El Santurron, l'aveugle
- 1923 : L'Affaire du courrier de Lyon de Léon Poirier : Durochat
- 1923 : L'Inhumaine de Marcel L'Herbier : un passant
- 1924 : Mandrin d'Henri Fescourt : Mi-Carême
- 1924 : La Goutte de sang de Jean Epstein et Maurice Mariaud
- 1924 : Les Grands d'Henri Fescourt : M. Chamboulin, le pion
- 1924 : Le Diable dans la ville de Germaine Dulac : un fou
- 1924 : Voulez-vous faire du cinéma ? de Pierre Ramelot et René Alinat (court métrage) : le professeur Bêlyris
- 1924 : Quelqu'un dans l'ombre de Marcel Manchez : le professeur
- 1925 : Un fils d'Amérique d'Henri Fescourt : un secrétaire
- 1925 : La Clé de voûte de Roger Lion : le maître d'hôtel
- 1926 : La Tournée Farigoule de Marcel Manchez : Grenuche
- 1930 : La Meilleure Maîtresse de René Hervil : un employé
- 1931 : L'Amour à l'américaine de Claude Heymann et Paul Fejos : l'employé des pompes funèbres
- 1932 : Un coup de téléphone de Georges Lacombe : le notaire
- 1933 : L'Enfant de ma sœur de Henry Wulschleger : le garçon d'hôtel
- 1933 : Bach millionnaire de Henry Wulschleger
- 1933 : Feu Toupinel de Roger Capellani : le locataire grincheux
- 1936 : Haut comme trois pommes de Ladislas Vajda et Pierre Ramelot : l'orateur
- 1939 : Place de la Concorde de Carl Lamac : le chef de gare
- 1939 : Circonstances atténuantes de Jean Boyer : Coco
- 1940 : Moulin rouge  de Yves Mirande et André Hugon : le livreur